# Anelli di Urano

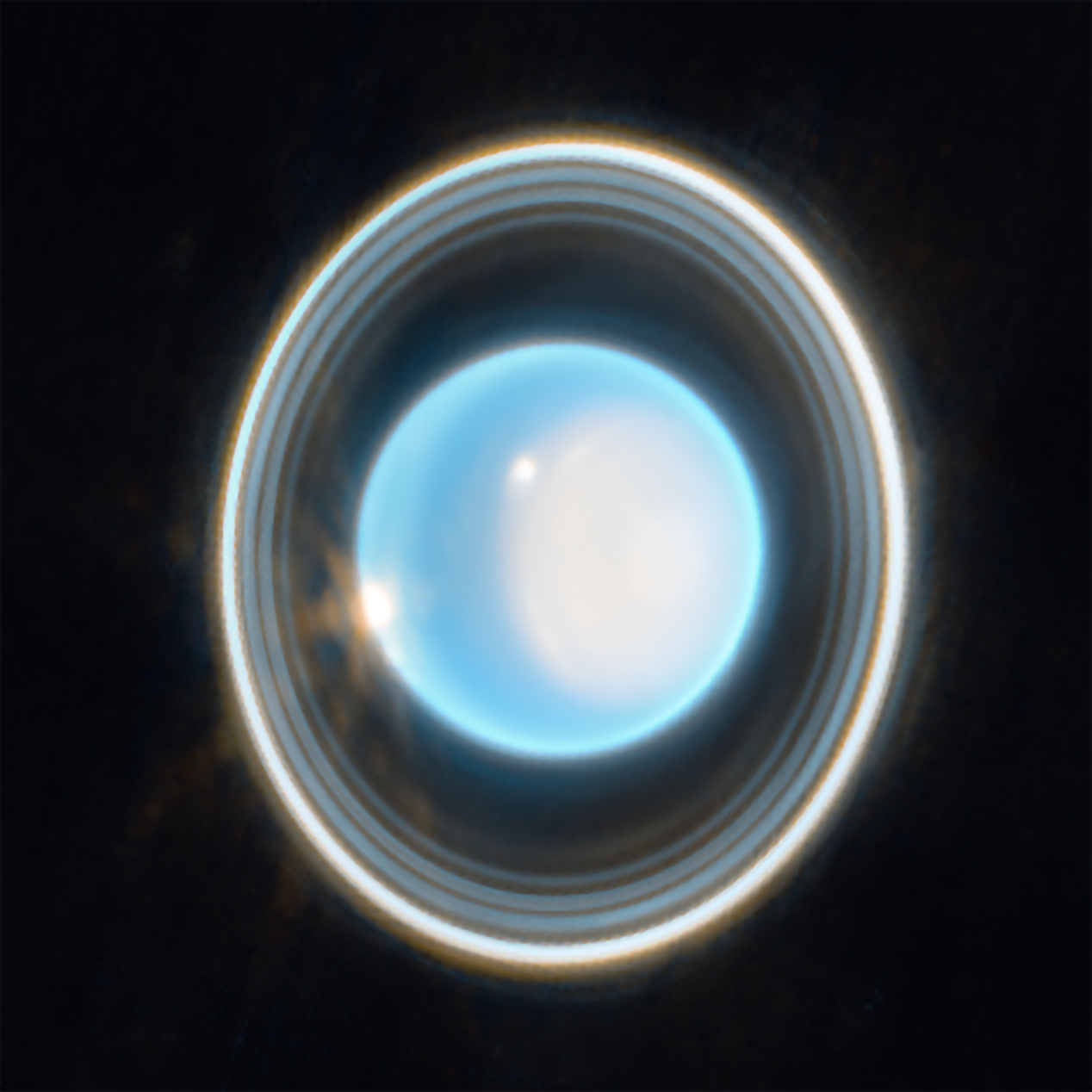
Urano e i suoi anelli in una fotografia del 2023 del JWST.

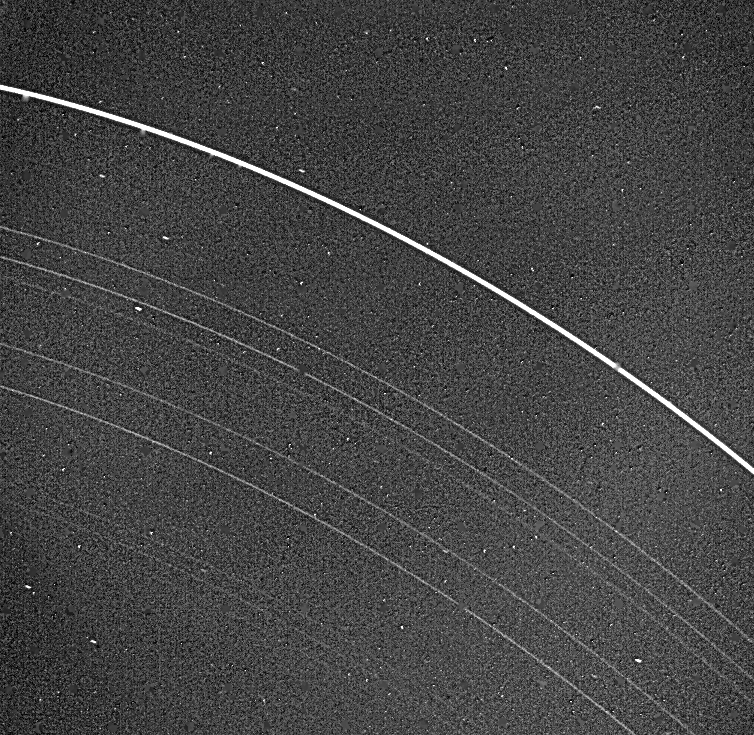
Anello Epsilon in alto, anelli tra Delta e Alpha nel centro e gli appena visibili anelli 4, 5 e 6 in basso

Schema degli anelli e satelliti interni di Urano

Questa è una lista degli anelli di Urano a cui è stato dato un nome.
Urano è dotato di due sistemi di anelli, uno interno e l'altro esterno. In totale Urano possiede 13 anelli distinti di cui 11 nel sistema interno e 2 in quello esterno.

La sonda spaziale Voyager 2 ha fotografato il sistema di anelli interno nel 1986. Il sistema di anelli esterno è invece composto da due anelli scoperti nel 2005 analizzando le immagini riprese dal telescopio spaziale orbitante Hubble.
Gli anelli sono nel piano dell'equatore di Urano perpendicolari all'orbita del pianeta rispetto al Sole. Sono formati da materiale fine e molto scuro, probabilmente sono costituiti principalmente da polvere e non da ghiaccio come gli anelli di Saturno spiegando così la loro così scarsa luminosità.
| Nome           | Distanza dal centro di Urano (km)                    | Larghezza (km) |
| Anello Zeta    | 38.000                                               | 3.500          |
| Anello 6       | 41.840                                               | 1-3            |
| Anello 5       | 42.230                                               | 2-3            |
| Anello 4       | 42.580                                               | 2-3            |
| Anello Alfa    | 44.720                                               | 7-12           |
| Anello Beta    | 45.670                                               | 7-12           |
| Anello Eta     | 47.190                                               | 0-2            |
| Anello Gamma   | 47.630                                               | 1-4            |
| Anello Delta   | 48.290                                               | 3-9            |
| Anello Lambda  | 50.020                                               | 1-2            |
| Anello Epsilon | 51.140 (circondato dall'orbita di Cordelia e Ofelia) | 20-100         |
| Anello Nu      | ~66.000 (vicino Porzia)                              | 3800           |
| Anello Mu      | 97.734 (con all'interno Mab)                         | 17000          |

## Il sistema di anelli interno
Anche se una menzione su un possibile sistema di anelli di Urano era stata fatta da Herschel nel 1789, ufficialmente il sistema di anelli interno è stato scoperto il 10 marzo 1977 da James L. Elliot, Edward W. Dunham e Douglas J. Mink grazie al Kuiper Airborne Observatory. Gli astronomi avevano progettato di usare l'occultazione di una stella, la SAO 158687, da parte di Urano per poter studiare l'atmosfera del pianeta, ma quando analizzarono le loro osservazioni scoprirono che la stella era scomparsa brevemente dalla vista cinque volte prima e dopo l'occultamento da parte del pianeta. Conclusero che doveva esserci un sistema di anelli intorno ad Urano. I cinque eventi di occultazione furono identificati con le lettere greche α, β, γ, δ e ε, e questa denominazione è sempre stata usata in seguito per riferirsi a questi anelli. In seguito scoprirono altri quattro anelli: uno tra β e γ, mentre gli altri tre all'interno dell'anello α. Il primo fu denominato anello η, mentre gli altri vennero chiamati 4, 5 e 6 seguendo la numerazione dell'occultazione nel loro resoconto.
Il sistema di anelli di Urano è stato pertanto il secondo a essere stato ufficialmente scoperto nel Sistema solare dopo quello di Saturno.
Tale sistema di anelli venne rilevato direttamente e fotografato dalla sonda spaziale Voyager 2 che passò nei pressi di Urano nel 1986. Grazie alle nuove immagini vennero scoperti due nuovi anelli talmente sottili che erano invisibili dalla Terra con gli strumenti dell'epoca.
In seguito il telescopio spaziale Hubble scoprì altri due anelli tra il 2003 e il 2005, portando il numero totale a 13. La scoperta di questi anelli esterni porto a raddoppiare il raggio del sistema. Hubble individuò anche due piccoli satelliti, uno dei quali denominato Mab, condivide la sua orbita con l'anello più esterno chiamato μ.

## Il sistema di anelli esterno
Il sistema di anelli esterno è stato scoperto nel 2005 analizzando i dati che il telescopio spaziale Hubble aveva raccolto tra gli anni 2003 e 2005 portando a 13 il numero degli anelli conosciuti. Questi due nuovi anelli sono stati in seguito denominati μ (mu) e ν (nu). L'anello μ è il più esterno dei due e si trova a una distanza dal pianeta doppia rispetto al brillante η. Gli anelli esterni differiscono significativamente da quelli interni; hanno una larghezza rispettivamente di 17.000  e 3.800 km e sono piuttosto deboli. La loro profondità ottica di picco è rispettivamente di 8,5 × 10−6 e 5,4 × 10−6 mentre quella tipica è 0,14 km e 0,012 km. Gli anelli hanno profili di luminosità radiali triangolari.
Il picco di luminosità dell'anello μ (mu) è quasi esattamente in corrispondenza dell'orbita del piccolo satellite Mab, che è probabilmente la sorgente delle particelle che costituiscono l'anello. L'anello ν (nu) è posizionato tra i satelliti Porzia e Rosalinda e non contiene satelliti al suo interno. Una rianalisi delle immagini di diffusione della luce riprese da Voyager 2, evidenzia già la presenza dei due anelli, che appaiono anche molto brillanti, segno che contengono polveri di dimensioni micrometriche. Gli anelli esterni di Urano sembrano simili agli anelli G ed E di Saturno, in quanto anche l'anello E è estremamente ampio e riceve polveri da Encelado.
L'analisi di questi dati ha permesso di trovare anche due nuovi satelliti: Mab e Cupido, ma soprattutto ha permesso di vedere che il sistema di satelliti di Urano è probabilmente instabile (ci sono frequenti collisioni o forze che ne modificano le orbite), infatti le orbite dei satelliti più interne sono notevolmente cambiate dal 1994. Sembra che un processo casuale o caotico causi un continuo scambio di energia e momento angolare tra le varie lune.
I due anelli sono molto sottili e richiedono un'esposizione molto prolungata per poter catturare una loro immagine.
Il movimento a spirale dovrebbe disperdere lentamente nello spazio esterno i componenti di questi due anelli e quindi si ipotizza che vi sia qualcosa che li rifornisce continuamente di nuovo materiale.
All'interno dell'Anello Mu orbita il satellite Mab e gli scienziati ipotizzano che sia questo a rifornire costantemente di materia tale anello tramite collisioni con meteoroidi. Il satellite Mab inoltre raccoglie la polvere che incontra nella sua orbita per poi rilasciarla al successivo impatto.
L'Anello Nu più interno invece non sembra avere un corpo visibile che lo rifornisca di materiali. Si ipotizza che vi siano più satelliti di piccole dimensioni al suo interno o che si sia formato a causa dell'impatto di una grossa luna di Urano che ha modificato la sua orbita portandola all'esterno dell'anello.
Il telescopio spaziale Hubble ha raccolto nel 2003 80 fotografie (tempo di esposizione: 4 minuti), 24 delle quali mostrano anelli visibili. Nuove immagini raccolte l'anno seguente mostrano gli anelli in modo molto più evidente.
Rianalizzando i dati raccolti dal Voyager 2 nel 1986, circa 100 immagini, è stato possibile evidenziare la presenza degli anelli anche nelle immagini raccolte all'epoca. Le strutture non erano state notate perché non evidenti (quasi trasparenti) e localizzate ad una distanza dal pianeta dove nessuno si aspettava di trovarne.
Lo studio ha inoltre mostrato un aumento della luminosità degli anelli, prevista fino al raggiungimento dell'equinozio nel 2007, quando la luce del sole li raggiunse incidendo in senso perpendicolare e la posizione della Terra fu favorevole al loro studio,
La scoperta di questo sistema giovane e dinamico, costituito dagli anelli esterni e dalle due nuove lune di Urano, potrebbe aiutare i ricercatori a capire come si formano ed evolvono nel tempo i sistemi planetari.